# Ulsan Hyundai Mipo Dockyard Dolphin FC
Ulsan Hyundai Mipo Dockyard Dolphin FC (kor. 울산 현대미포조선 돌고래 축구단) – klub piłkarski z Korei Południowej, z miasta Ulsan, występujący w N-League (2. liga).
Klub powstał w 1998 roku. W 2005 Mipo dostał się do finału FA Cup (główny puchar narodowy), gdzie przegrał z Cheonbuk Hyundai Motors 1:0.
- Stadion: Ulsan Stadium
- Liczba miejsc: 2,500